# Булавобрюх увенчанный
Булавобрюх увенчанный (лат. Sonjagaster coronata) — вид стрекоз семейства Cordulegastridae. Ранее считался подвидом Сordulegaster insignis (Schneider, 1852).

## Описание
Длина тела 55—74 мм, длина переднего крыла 40—49 мм. Крупная ярко окрашенная стрекоза с изменчивыми деталями чёрного рисунка по основному жёлтому фону.
Глаза соприкасаются в одной точке. Половой  диморфизм выражен слабо. Самки несколько крупнее самцов. Яйцеклад у самки большой, значительно длиннее анальных придатков.

## Ареал
Тянь-Шань, Памиро-Алай, Гиндукуш (Узбекистан, Таджикистан, Афганистан, Кыргызстан, Южный Казахстан).
В Кыргызстане обитает в ущелье реки Ляйляк (Туркестанский хребет), на хребте Эчкилетау, в Беш-Аральском заповеднике (по правому берегу реки Чаткал), в Сары-Челекском заповеднике; на Атойнакском хребте (ущелье Курпсай), а также в бассейне реки Тар (ущелье Караой).
Типично горный вид, не встречающийся на равнинах. Локально встречающийся вид, с тенденцией к сокращению численности. Все популяции разрозненные и небольшие.

## Биология
Время лёта с конца мая до конца июля. Единственный вид стрекоз, обитающих в горах Средней Азии, преимагинальные фазы которого могут развиваться в горных ручьях с преимущественно ледово-снеговым питанием. Однако, в целом вид предпочитает гораздо более тёплые чистые горные речки и ручьи снего-родникового типа питания. Обычно встречается в средней и нижней зонах текучих водоёмов, на высотах 800—2000 м н. у. м. Характерно территориальное поведение самцов. Самки откладывают яйца на лету на ил и грунт на мелководье, плодовитость около 140 яиц. Личинки обитают в проточных водоёмах. Личинки являются активными хищниками, зарываются в песчано-илистый грунт.

## Охрана
Вид включён в Красную книгу Кыргызской Республики (II категория), единственный представитель семейства в фауне республики. Лимитирующие факторы на территории страны: загрязнение проточных водоемов и их пересыхание вследствие забора воды.
Места обитания находятся под охраной в Сары-Челекском заповеднике, формально также в Беш-Аральском заповеднике.